# Call Aircraft Company
 (juillet 2022).
Si vous disposez d'ouvrages ou d'articles de référence ou si vous connaissez des sites web de qualité traitant du thème abordé ici, merci de compléter l'article en donnant les références utiles à sa vérifiabilité et en les liant à la section « Notes et références ».
En 1939 Ivan Ruell T Call fonda à Afton dans le comté de Lincoln dans le Wyoming, la Call Aircraft Company (CAC ou CallAir) pour construire le CallAir A, un bi-triplace de sa conception destiné au milieu rural et agricole américain. La Seconde Guerre mondiale va empêcher la production en série de l’appareil, l’usine d'Afton devenant un atelier de réparation aéronautique durant le conflit. En 1945 la construction d’avions légers reprend avec le rachat de l’outillage d’Interstate Aircraft Corp et la production d’une petite série de CallAir S-1, monoplan à aile haute dérivé de l’Interstate S-1 Cadet. Mais la petite entreprise du Wyoming a beaucoup de mal face à la concurrence de Cessna et Piper sur un marché inondé par les surplus de guerre.
En 1954 apparaît le CallAir A-5, modification du CallAir A-4 adapté à la pulvérisation agricole, dont le succès fut mitigé. En 1959 Ivan Call se retira du capital de l’entreprise qui périclita immédiatement. En 1962 Intermountain Manufacturing Company (IMCO) rachèta le capital de CallAir. IMCO sera racheté en 1966 par Aero Commander, une division de Rockwell Standard qui devint l’année suivante le Département Aviation Générale de North American Rockwell. 
Le CallAir Foundation Museum entretient à Afton le souvenir de CallAir.